# Kościół Najświętszego Serca Jezusa w Bukowie Morskim
Kościół Najświętszego Serca Jezusa w Bukowie Morskim – kościół parafialny w Bukowie Morskim. Świątynia należy do parafii polskokatolickiej w Bukowie Morskim. Znajduje się na liście Europejskiego Szlaku Cystersów.

## Historia
Kościół został wybudowany w stylu gotyckim na przełomie XIII i XIV w. przez zakon cystersów. Pierwsi mnisi przybyli do Bukowa Morskiego w 1252 z klasztoru w Dargun w Meklemburgii, na zaproszenie księcia pomorskiego Świętopełka II. Oprócz kościoła wybudowali we wsi opactwo, a także utworzyli dużą własność ziemską oddziałującą gospodarczo na rozwój księstwa słupskiego. 
Kościół został rozbudowany w XV w. Konwent opiekował się nim do XVI w. Zmiany nastąpiły w 1535, po przyjęciu na Pomorzu protestantyzmu zgodnie z postanowieniami sejmu trzebiatowskiego. Cystersi zostali zmuszeni do oddania świątyni na rzecz utworzonego w tym czasie Pomorskiego Kościoła Ewangelickiego.
W latach 1535–1945 kościół był wykorzystywany przez lokalny zbór luterański. W XIX w. dokonano jego remontu i regotyzacji. Od 1964 roku należy do parafii Kościoła Polskokatolickiego.
Kościół wpisano do rejestru zabytków 11 listopada 1959 pod nr A-720.

## Opis
Kościół jest trójnawowy, w układzie halowym, z czteroprzęsłowym korpusem i z pięciobocznym, jednonawowym prezbiterium. Do korpusu świątyni od strony zachodniej przylega dzwonnica, a od strony północnej niewielka zakrystia. 
We wnętrzu kościoła znajdują się: późnogotycki tryptyk, gotyckie epitafium i renesansowa ambona z XVII w. 

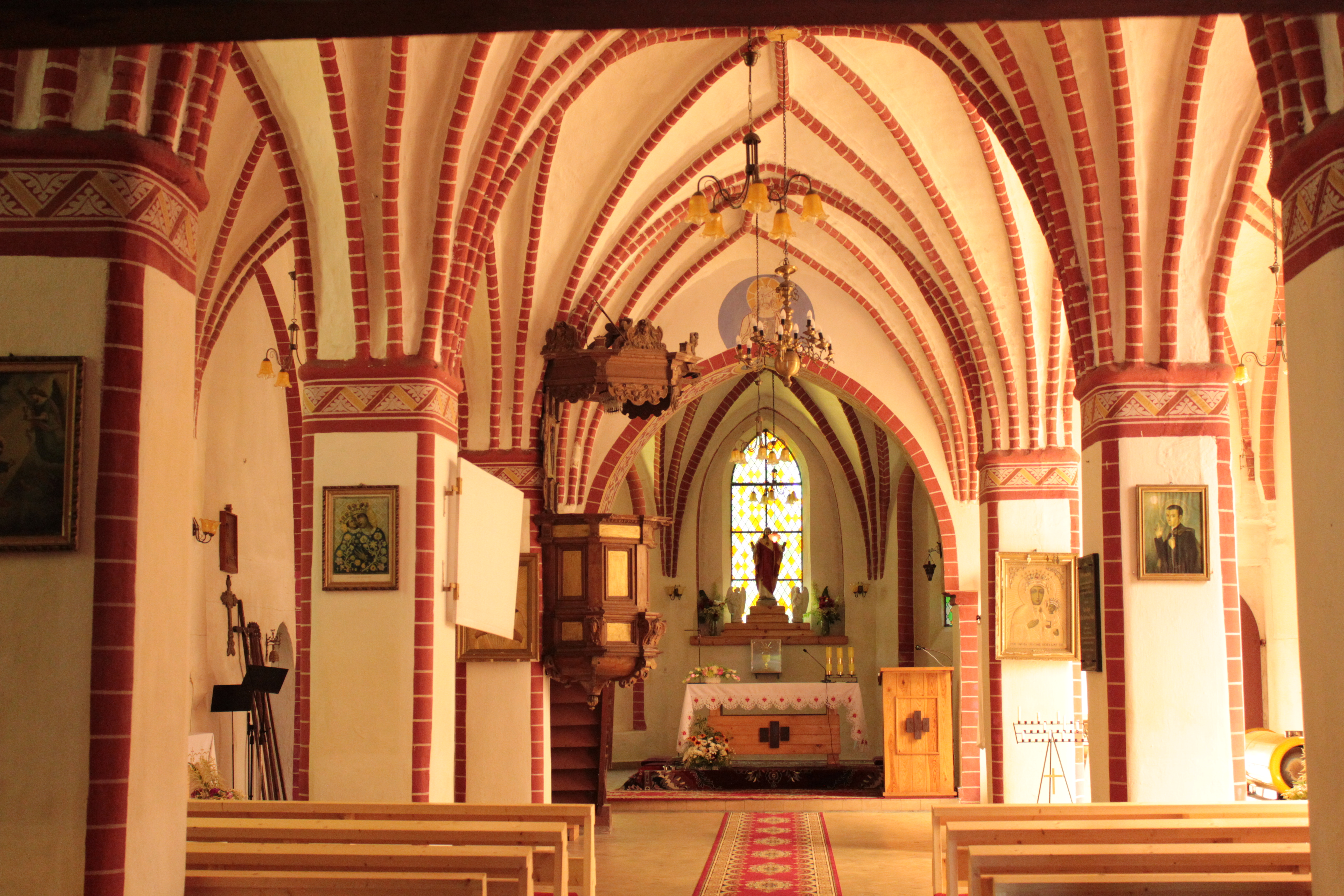
Wnętrze kościoła
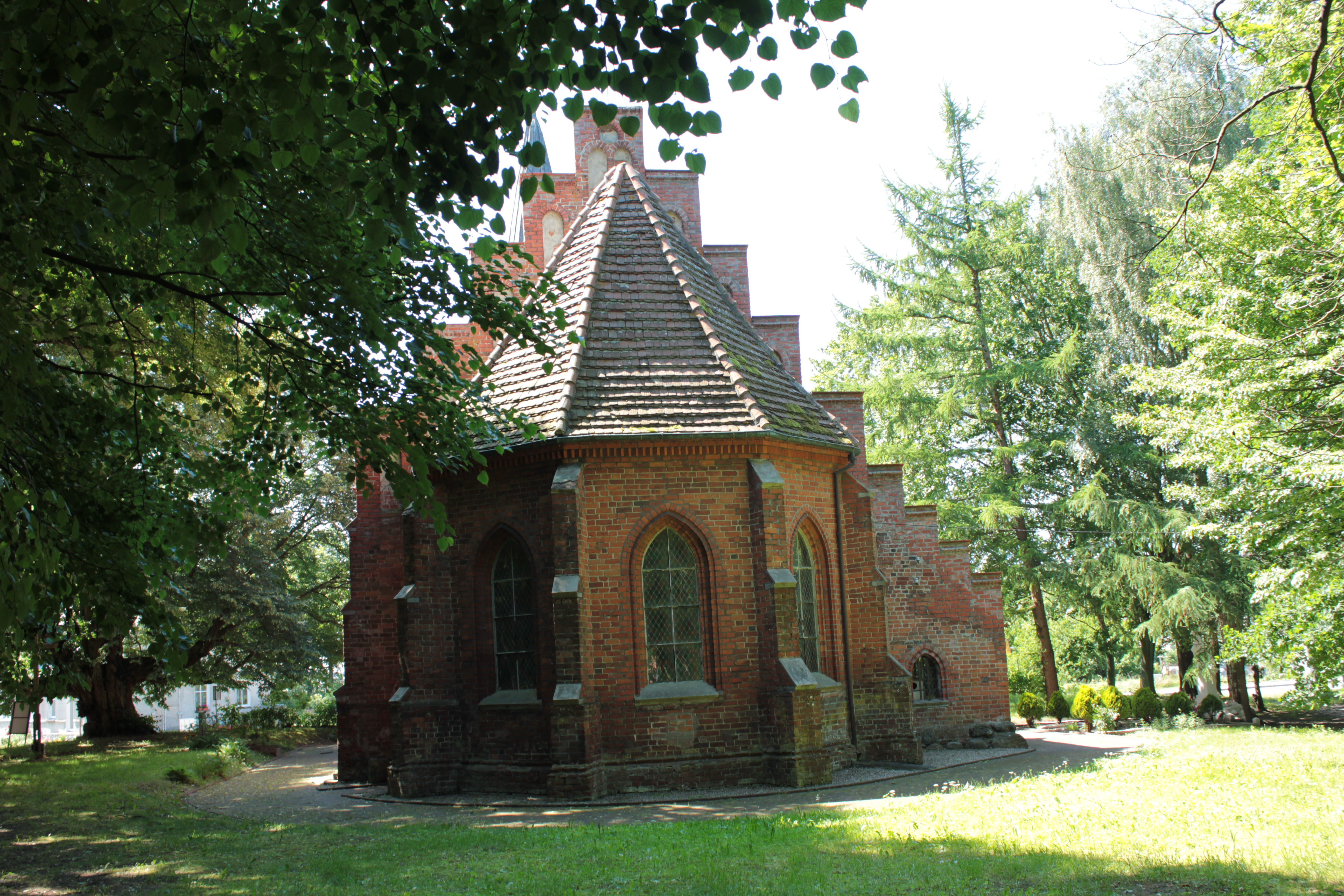
Widok od absydy